# Рожновская волость (Семёновский уезд)
Рожновская волость — историческая административно-территориальная единица Семёновского и Нижегородского уездов Нижегородской губернии Российской империи и РСФСР.

## Географическое положение
Располагалась на территории современного городского округа город Бор. Включала в себя восточную часть современного Редькинского сельсовета, большинство селений располагалось в бассейне реки Ватомы. Граничила на западе с Владимирской, на севере с Юрасовской, на востоке с Останкинской волостью, на юге граница проходила по реке Волге.

## История
Образована после крестьянской реформы 1860-х годов в составе Семёновского уезда.
10 июля 1922 года была передана в состав Нижегородского уезда. 
17 апреля 1924 года ликвидирована путем присоединения селений к Борской и Останкинской волостям.

## Административно-территориальное деление
Изначально состояла из трёх сельских обществ: Рожновского и Тоскуевского, созданных из бывших владений князей Гагариных, а также из Торчиловского общества бывших вольных хлебопашцев .
| №п/п | Сельское общество | Административный центр | Число населенных пунктов |
| ---- | ----------------- | ---------------------- | ------------------------ |
| 1    | Рожновское        | c. Рожново             | 15                       |
| 2    | Тоскуевское       | д. Тоскуевка           | 6                        |
| 3    | Торчиловское      | д. Торчилово           | 4                        |

После Октябрьской революции на территории волости сформировались сельские советы, взявшие на себя функции упраздненных сельских обществ. Изначально сельсоветы существовали во всех населенных пунктах, но со временем произошло их укрупнение, и к моменту упразднения волости каждый сельсовет включал несколько населенных пунктов.
| №п/п | Сельсовет       | Административный центр | Число населенных пунктов |
| ---- | --------------- | ---------------------- | ------------------------ |
| 1    | Большесукинский | д. Большое Сукино      | 4                        |
| 2    | Ваганьковский   | д. Ваганьково          | 7                        |
| 3    | Зименковский    | д. Зименки             | 3                        |
| 4    | Рожновский      | с. Рожново             | 7                        |
| 5    | Путьковский     | д. Путьково            | 4                        |

### Населенные пункты
Включала 24 населенных пункта.
| №  | Населённый пункт  | Тип населённого пункта | Сельское общество (до 1917 года) | Сельсовет (на 1924 год) |
| -- | ----------------- | ---------------------- | -------------------------------- | ----------------------- |
| 1  | Блины             | деревня                | Рожновское                       | Ваганьковский           |
| 2  | Большое Сукино    | деревня                | Тоскуевское                      | Большесукинский         |
| 3  | Ваганьково        | деревня                | Торчиловское                     | Ваганьковский           |
| 4  | Ватома            | деревня                | Рожновское                       | Рожновский              |
| 5  | Вернягово         | деревня                | Рожновское                       | Рожновский              |
| 6  | Вздеринога        | деревня                | Торчиловское                     | Ваганьковский           |
| 7  | Воронино          | деревня                | Тоскуевское                      | Зименковский            |
| 8  | Глазково          | деревня                | Рожновское                       | Рожновский              |
| 9  | Горюшкино         | деревня                | Тоскуевское                      | Большесукинский         |
| 10 | Дуплево           | деревня                | Рожновское                       | Путьковский             |
| 11 | Елисино           | деревня                | Рожновское                       | Рожновский              |
| 12 | Зименки           | деревня                | Тоскуевское                      | Зименковский            |
| 13 | Люлиховский Затон | посёлок                | Торчиловское                     | Ваганьковский           |
| 14 | Марково           | деревня                | Рожновское                       | Ваганьковский           |
| 15 | Матвеевка         | деревня                | Рожновское                       | Рожновский              |
| 16 | Парашино          | деревня                | Рожновское                       | Рожновский              |
| 17 | Петрово           | деревня                | Рожновское                       | Путьковский             |
| 18 | Путьково          | деревня                | Рожновское                       | Путьковский             |
| 19 | Рожново           | село                   | Рожновское                       | Рожновский              |
| 20 | Селищи            | деревня                | Тоскуевское                      | Зименковский            |
| 21 | Скородумки        | деревня                | Рожновское                       | Ваганьковский           |
| 22 | Торчилово         | деревня                | Торчиловское                     | Ваганьковский           |
| 23 | Тоскуйка          | деревня                | Тоскуевское                      | Большесукинский         |
| 24 | Ушенино           | деревня                | Рожновское                       | Большесукинский         |
| 25 | Чернораменье      | деревня                | Рожновское                       | Путьковский             |